# Anne-Mari Hyryläinen

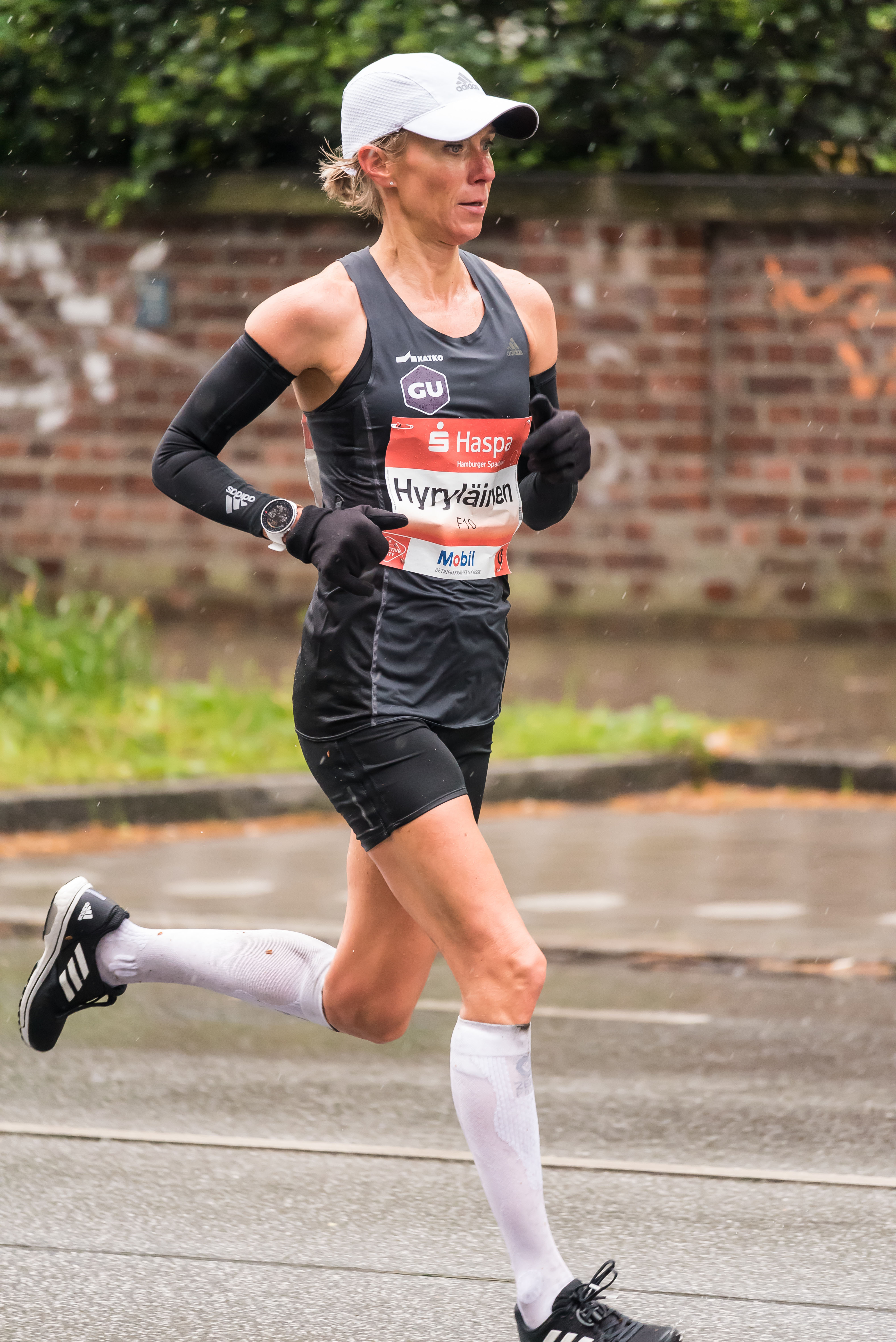
Anne-Mari Hyryläinen

Anne-Mari Hyryläinen, född Koskinen 15 augusti 1978 i Tammerfors,  är en finsk långdistansidrottare. Hon representerar Nagu IF och hennes tränare är Simo Wannas. Fram till 2016 representerade Hyryläinen Helsingforsklubben Helsingin Jyry(fi).  
Hyryläinen nådde toppen av Mount Everest som den andra finska kvinnan den 23 maj 2010. Den första finska kvinnan som nådde toppen av Mount Everest var Carina Räihä, som nådde toppen den 17 maj 2010. Hyryläinen har också bestigit Lhotse och Manaslu.  
Inom idrotten har Hyryläinen huvudsakligen fokuserat på långdistanslöpning och hennes huvudgren är maraton. Hon har vunnit FM-guld i maraton 2014 och FM-silver 2004. Åren 2017 och 2019 vann hon FM-guld i halvmaraton.  Dessutom har hon vunnit FM-medaljer i duathlon.
Vid VM i Peking 2015 placerade sig Hyryäinen på 29:e plats i maraton med en tid på 2.41. Hyryläinen sprang sitt dåvarande maratonrekord på 2.35.17 i Dubai i januari 2015. I februari 2016 sprang hon en rekordtid på halv maraton på 1.12.27, den bästa finska tiden på 16 år. I april 2016 förbättrade hon sitt maratonrekord till 2.34.12 vid Hamburg Marathon.  Vid EM 2016 i Amsterdam slutade hon på 20:e plats i Halvmaraton med tiden 1.13.13 och på plats 51 i OS i Rio med tiden 2.39.02.  Vid VM 2017 i London blev Hyryläinen 25:e i maraton och endast sex europeiska löpare var snabbare än hon.
I januari 2017 satte Hyryläinen nytt personbästa vid Dubai Marathon. Tiden på 2.32.19 räckte för att kvala in till VM i London.  I januari 2018 satte Hyryläinen sitt nuvarande personbästa rekord, samtidigt Finlands genom tiderna fjärde bästa tid, också denna gång vid Dubai Marathon. Tiden är 2.28.53.  Hyryläinen sprang sitt halvmaratonrekord i Berlin den 1 april 2018. Vid VM i Doha 2019  blev Hyryläinen 19:e i maraton med tiden 2.51.26. Hon var den femte bästa europén i tävlingen.  
Hyryläinen bor i Dubai.